# Montinhac (Òlt i Garona)
Montinhac de Lausun (en francès Montignac-de-Lauzun) és un municipi francès situat al departament d'Òlt i Garona i a la regió de la Nova Aquitània.

## Demografia
| 1962                                       | 1968 | 1975 | 1982 | 1990 | 1999 | 2007 |
| ------------------------------------------ | ---- | ---- | ---- | ---- | ---- | ---- |
| 335                                        | 419  | 364  | 339  | 306  | 282  | 303  |
| Des de 1962: població sense dobles comptes |      |      |      |      |      |      |

## Administració
| Període | Identitat           | Partit |
| ------- | ------------------- | ------ |
| 2008-   | Marcelle Archambeau |        |